# Saint-Léger-près-Troyes
Saint-Léger-près-Troyes ist eine französische Gemeinde mit 915 Einwohnern (Stand: 1. Januar 2022) im Département Aube in der Region Grand Est (vor 2016 Champagne-Ardenne); sie gehört zum Arrondissement Troyes und zum Kanton Vendeuvre-sur-Barse. Die Einwohner werden Taupins genannt.

## Geographie
Saint-Léger-près-Troyes liegt etwa sechs Kilometer südlich von Troyes. Umgeben wird Saint-Léger-près-Troyes von den Nachbargemeinden Rosières-près-Troyes im Norden, Bréviandes im Nordosten, Buchères im Osten, Moussey im Südosten und Süden, Saint-Pouange im Südwesten und Westen sowie Saint-Germain im Westen und Nordwesten.
Am Südrand der Gemeinde führt die Autoroute A5 entlang.

## Bevölkerungsentwicklung
| Jahr                       | 1962 | 1968 | 1975 | 1982 | 1990 | 1999 | 2006 | 2011 | 2019 |
| Einwohner                  | 314  | 393  | 416  | 564  | 642  | 615  | 644  | 742  | 902  |
| Quellen: Cassini und INSEE |      |      |      |      |      |      |      |      |      |

## Sehenswürdigkeiten
- Reste der Turmhügelburg von Cervet
- Hallenkirche Saint-Léger aus dem 16. Jahrhundert, seit 1980 Monument historique
- Museumsbauernhof

|  |  |